# ابی وود
latitudeابی وودlongitudeابی وود
ابی وود (به انگلیسی: Abbey Wood) یک ناحیه در لندن است که در منطقه سلطنتی گرینویچ واقع شده‌است.